# Ramazan
Ramazán (arabsko رمضان, latinizirano: Ramaḍān, tudi ramadán) je deveti mesec v muslimanskem koledarju in muslimani se v tem mesecu postijo. Mesec traja 29 ali 30 dni, odvisno od luninih men. Ramazanski post, ki se konča s praznikom ramazanski bajram, je četrti od petih stebrov islama. To je tudi čas duhovnosti in očiščevanja.

V času praznika se muslimani postijo od zore do sončnega zahoda, ko je prepovedano jesti, piti, kaditi in spolno občevati. Po koncu tega meseca sledi mesec ševval in prve tri dni tega meseca se praznuje ramazanski bajram, ki predstavlja konec posta. Prvi dan bajrama je post prepovedan.
Ramazan se najpogosteje vošči: »Ramazan šerif mubarek olsun«.